# Coinbase
Coinbase – amerykańska spółka notowana na giełdzie, która obsługuje platformę do wymiany kryptowalut. Coinbase jest zdecentralizowaną firmą; wszyscy jej pracownicy pracują zdalnie. Jest to największa pod względem obrotu giełda kryptowalut w Stanach Zjednoczonych. 
Firma Coinbase została założona w 2012 roku przez Briana Armstronga i Freda Ehrsama. W odpowiedzi na pandemię COVID-19 spółka ogłosiła w maju 2020 roku, że zlikwiduje główną siedzibę w San Francisco w Kalifornii, pozwalając większości pracowników na pracę zdalną. Nowy model funkcjonowania firmy już według zapowiedzi miał pozostać także po zakończeniu pandemii. Zdaniem Briana Armstronga, firma związana z kryptowalutami powinna dostrzegać i wykorzystywać zalety decentralizacji.